# The Primitives
The Primitives es una banda inglesa de indie pop procedente de Coventry y formada en 1985. Es conocida, principalmente, por su éxito internacional "Crash", de 1988.

## Historia
The Primitives se formaron durante el verano de 1984 en Coventry, Inglaterra. La banda estaba formada por Paul Court (guitarra), Steve Dullaghan (bajo), Peter Tweedie (batería) y Keiron McDermott (vocalista). Poco después, McDermott fue reemplazado por Tracy Tracy (Tracy Louise Cattell) como vocalista de la banda hasta la actualidad. En 1987, Tig Williams reemplazó al batería original, Pete Tweedie.
La banda formó parte de la escena independiente británica de mediados de los 80 junto a grupos como The Jesus and Mary Chain, Primal Scream, My Bloody Valentine, The Soup Dragons o The Wedding Present. Sus mayores rivales dentro del denominado 'blonde pop' fueron Transvision Vamp y The Darling Buds. 
Los primeros sencillos de la banda fueron publicados bajo su propio sello Lazy Records. A finales de 1987 firmaron con RCA que publicó los trabajos de la banda desde entonces hasta su separación. Su primer álbum Lovely (1988) alcanzó el número 6 de las listas británicas y se extrajeron dos exitosos sencillos; "Crash", (número 5 en el Reino Unido y número 3 en Estados Unidos), y "Out of Reach", (número 25 en el Reino Unido). "Way Behind Me" fue lanzado como sencillo poco después e incluido en ediciones posteriores del álbum. A finales de 1988, The Primitives realizó una gira por el Reino Unido agotando las entradas en todas sus presentaciones. La gira culminó con dos noches consecutivas en el Town & Country Club de Londres.
El segundo álbum de la banda fue Pure (1989) que vino precedido de tres sencillos, "Way Behind Me" (número 36 en Reino Unido y número 8 en Estados Unidos), "Sick of It" (número 24 en Reino Unido y número 9 en Estados Unidos) y "Secrets" (número 49 en Reino Unido y número 12 en Estados Unidos). Al año siguiente realizaron una extensa gira por Estados Unidos, acompañados por The Sugarcubes. The Primitives se separaron en 1992 debido al fracaso comercial de su último trabajo, Galore (1991).
Steve Dullaghan murió el 4 de febrero de 2009 en Coventry, tras lo cual, la banda decidió volver a los escenarios después de 18 años de ausencia. Sus primeros conciertos tuvieron lugar en Coventry y en Londres en octubre de 2009. En la primavera de 2010 salieron de gira por Reino Unido y dieron un concierto en The Bell House en Brooklyn, Nueva York. El 13 de diciembre de 2010, The Primitives fueron teloneros de The Wedding Present durante la presentación del 21 aniversario del álbum Bizarro en la sala KOKO de Camden Town.
En marzo de 2011 lanzaron el EP Never Kill a Secret con el sello discográfico Fortuna Pop. Este trabajo incluía dos nuevas canciones y dos versiones de grupos de los años setenta liderados por mujeres. Estas canciones supusieron el comienzo de un nuevo álbum y un cambio discográfico al elegir a Elefant Records.
En 2012, el sencillo "Turn off the Moon" fue el adelanto de Echoes and Rhymes, el álbum que versiona a bandas lideradas por mujeres durante los años setenta como, Laura Ulmer, Reparata and the Delrons o Poly Niles.
En 2014, la banda lanza su primer álbum desde 1991, Spin-O-Rama, cuyo primer sencillo, "Spin-O-Rama", fue la canción que da nombre al álbum. Durante 2015, participaron en una serie limitada de sencillos Reworked by Series, en los que el grupo argentino Modular remezcló dos de los temas de The Primitives, "Purifying Tone" y "Lose the Reason".
Hasta 2018, mantuvieron una intensa actividad de actuaciones en directo. Es a partir de ese momento, cuando sus apariciones han sido más esporádicas y en festivales como el Visor Fest de Murcia o el At The Edge of the Sea en Brighton.
En 2024, Elefant Records reeditó el vinilo de Spin-O-Rama, efectuando un cambio cromático de la portada.
En 2025 sale un doble álbum Let´s Go Round Again (Second Wave Singles and Rarities), que es una edición limitada, dos vinilos de dos colores: uno magenta y otro azul, al igual que los colores que caracterizan el juego cromático de la portada.

## Integrantes

### Formación actual
- Paul Court - guitarra y voz (1985 -1991, 2009 - presente)
- Tracy Tracy (AKA Tracy Cattell) - voz y percusión (1986 -1991, 2009 - presente)
- Tig Williams - batería (1988 -1991, 2009 - presente)
- Raph Moore - bajo (2009 - presente)

### Antiguos miembros
- Keiron McDermott - voz (1985-1986)
- Peter Tweedie - batería (1985-1988)
- Steve Dullaghan - bajo y guitarra (1985-1989; fallecido)
- Andy Hobson - bajo (1989)
- Paul Sampson - bajo (1989-1991)
- Neil Champion - bajo (1991)
- Clive Layton - teclado (1988-1991)

## Discografía

### Álbumes de estudio
- Lovely (1988) No. 6
- Pure (1989) No. 36
- Galore (1991)
- Echoes and Rhymes (2012)
- Spin-O-Rama (2014)

### Compilaciones
- Lazy 86-88 (1989) UK No. 73
- Bombshell - The Hits & More (1994)
- Best of The Primitives (1996)
- Bubbling Up - BBC Sessions (1998)
- Thru the Flowers - The Anthology (2004)
- Buzz Buzz Buzz (2005)
- The Best of The Primitives (2005)
- Buzz Buzz Buzz - Complete Lazy Recordings (2006)
- Reworked by Series (2015)
- Let´s Go Round Again - Second Wave Singles and Rarities (2025)